# Etienne De Wilde
Etienne De Wilde, född den 23 augusti 1958 i Wetteren, Belgien, är en belgisk tävlingscyklist som blv världsmästare i poänglopp 1993 och i madison 1998, samt OS-silver i Madison vid olympiska sommarspelen 2000 i Sydney. På bana vann han därtill 39 sexdagarslopp.
På landsväg är De Wildes främsta meriter två etappsegrar i Tour de France och en i Vuelta a España, samt en seger i vardera Scheldeprijs, Nokere Koerse, Omloop Het Volk och Kampioenschap van Vlaanderen.

## Meriter

### Landsväg
| 1979 5;a i Lombardiet runt 1980 Vinnare av etapp 12 i Vuelta a España Vinnare av Grand Prix d'Isbergues 1981 Vinnare av etapp 1a i Driedaagse Brugge-De Panne 8:a i Milano–Sanremo 1982 Vinnare av etapp 2 i Dunkerques fyradagars Vinnare av etapp 3 i Tour de l'Oise 1983 Vinnare av Dwars door Vlaanderen Vinnare av etapp 3 i Tour de l'Oise 2:a i Driedaagse Brugge-De Panne 5:a i Amstel Gold Race 5:a i Omloop Het Volk 5:a i Gent–Wevelgem 1984 Vinnare av Omloop van de Fruitstreek 8:a i Paris–Bryssel 1985 Vinnare av etapp 1 i Setmana Catalana de Ciclisme 3:a i Danmark Rundt 3:a i Grand Prix d'Isbergues 9:a i Omloop Het Volk 10:a i Milano–Sanremo | 1986 Vinnare av etapp 2 i Tour de l'Aude 3:a i linjelopp vid Belgiska mästerskapen 1987 Vinnare av Scheldeprijs Vinnare av Nokere Koerse Vinnare av etapp 2 i Tour de l'Oise 2:a i Gent–Wevelgem 10:a i Paris–Bryssel 1988 Belgisk mästare i linjelopp Vinnare av etapp 4 i Paris–Nice Vinnare av etapp 2 i Tour Méditerranéen Vinnare av etapp 1 i Driedaagse Brugge-De Panne Vinnare av prologen i Tour of Belgium 3:a i Tour du Haut-Var 1989 Vinnare totalt av Étoile de Bessèges Vinnare av etapperna 1, 3 och 4 Vinnare av Omloop Het Volk Vinnare av Kampioenschap van Vlaanderen Vinnare av etapp 7 i Tour de France Vinnare av etapperna 1 och 2 i Paris–Nice Vinnare av etapperna 3a och 6 i La Méditerranéenne Vinnare av etapp 4 i Tour d'Armorique 4:a i Wincanton Classic 10:a i Milano–Sanremo | 1990 Vinnare av Grand Prix d'Ouverture La Marseillaise Vinnare av Omloop van de Fruitstreek Vinnare av etapp 2 i Paris–Nice Vinnare av etapp 3 i Tour Méditerranéen Vinnare av etapp 1 i Tour of Belgium 3:a i Omloop Het Volk 1991 Vinnare av GP Wielerrevue Vinnare av etapp 3 i Tour de France 2:a i Tour du Haut-Var 2:a i Grosser Preis des Kantons Aargau 1992 6:a i Paris–Roubaix 8:a i Milano–Sanremo 1994 Vinnare av Omloop van het Houtland 1998 Vinnare av Omloop van het Houtland 1999 vinnare av Grote Prijs Stad Zottegem Vinnare av Omloop van het Houtland |

### Bana
| 1996 24:a i poänglopp 2000 2:a i madison med Matthew Gilmore De Wildes podieplaceringar vid Världsmästerskapen i bancykling: 1993 Världsmästare i poänglopp 1998 Världsmästare i madison med Matthew Gilmore | De Wildes podieplaceringar vid Europamästerskapen i bancykling: FICP:s mästerskap arrangerades vintersäsongsvis, sedan UEC tog över 1995 arrangeras mästerskapen kalenderårsvis. 1986/1987 2:a i madison med Stan Tourné 1989/1990 Europamästare i omnium 1995 3:a i madison med Laurenzo Lapage 1997 3:a i madison med Frank Corvers 2000 Europamästare i madison med Matthew Gilmore |

#### Sexdagarslopp
I tabellen nedan listas Etienne De Wildes segrar och partners (med initialer):
| \ Säsong |

| Plats \ |

| \ Säsong |

| Partner \ |

Noter:
Lopp: Asterisk efter ortnamnet markerar att tävlingen hölls före nyår (Kölns sexdagars gick över nyårshelgen). Asterisk efter partnern anger att tävlingen hölls före nyår denna säsong.
Partners: Raden "Övriga" innehåller de partners som bara bidrog till en seger, dessa är:

 René Pijnen (93/94)
 Eric Vanderaerden (89/90)
 Volker Diehl (89/90)
 Charly Mottet (89/90)
 Rudy Dhaenens (90/91)
 Gilbert Duclos-Lassalle (90/91)
 Tony Doyle (91/92)
 
 Konstantin Chrabtsov (92/93)
 Erik Zabel (95/96)
 Frédéric Magné (95/96)
 
 Olaf Ludwig (96/97)
 Matthew Gilmore (97/98)
 Silvio Martinello (97/98)